# Natalie Knepp
Pour les articles homonymes, voir Natalie et Knepp.
Natalie Knepp, née le 14 avril 1983 à Aurora dans l'Ohio, est une actrice de télévision et de cinéma américaine.

## Filmographie
- 2002 : Elope (court métrage) : Jessica
- 2003 : The Sleep of Reason : Prom Dress Girl
- 2006 : Haine et Passion (série télévisée) : Gown Girl
- 2008 : Gossip Girl (série télévisée) : Lexi
- 2009 : Loving Leah (téléfilm) : Female Guard
- 2009-2010 : Old Friends (série télévisée) : Katie Dunhill
- 2010 : Trop loin pour toi : Very Young Intern
- 2010 : Rocksteady : Faith
- 2010 : The Good Wife (série télévisée) : Lara White
- 2010 : The Layla Project (court métrage) : Ally
- 2011 : Les Experts : Miami (série télévisée) : Rachel Brooks
- 2011 : Blue Bloods (série télévisée) : Laura Peck
- 2009-2011 : Damages (série télévisée) : Tanya Greenblatt
- 2012 : Starla : Cyndi
- 2011-2012 : CollegeHumor Originals (série télévisée) : Carly Rae Jepsen / Stacy
- 2012 : Coma (mini-série) : Hanna Goldberg
- 2013 : A Life for a Life (court métrage) : Catherine
- 2013 : Darkroom : Lauren
- 2013 : Think Tank (série télévisée) : Sophie
- 2013 : Diminished Returns (court métrage) : Jo
- 2014 : All the Beautiful Things : Girl's Sister (voix)
- 2014 : Orange Is the New Black (série télévisée) : Amanda
- 2014 : Unforgettable (série télévisée) : Giuliana Lantini
- 2014 : The Last Five Years : Alise Michaels
- 2014 : Bridge and Tunnel : Lina
- 2014 : Imagine I'm Beautiful : Natasha
- 2015 : Alto : Nicolette Bellafusco
- 2015 : The Networker : Rita Mangano
- 2015 : The Night Before : Coat Check Girl
- 2015 : Honey Flood (court métrage) : Kate
- 2015 : Sam : Samantha